# Ghom (koberec)

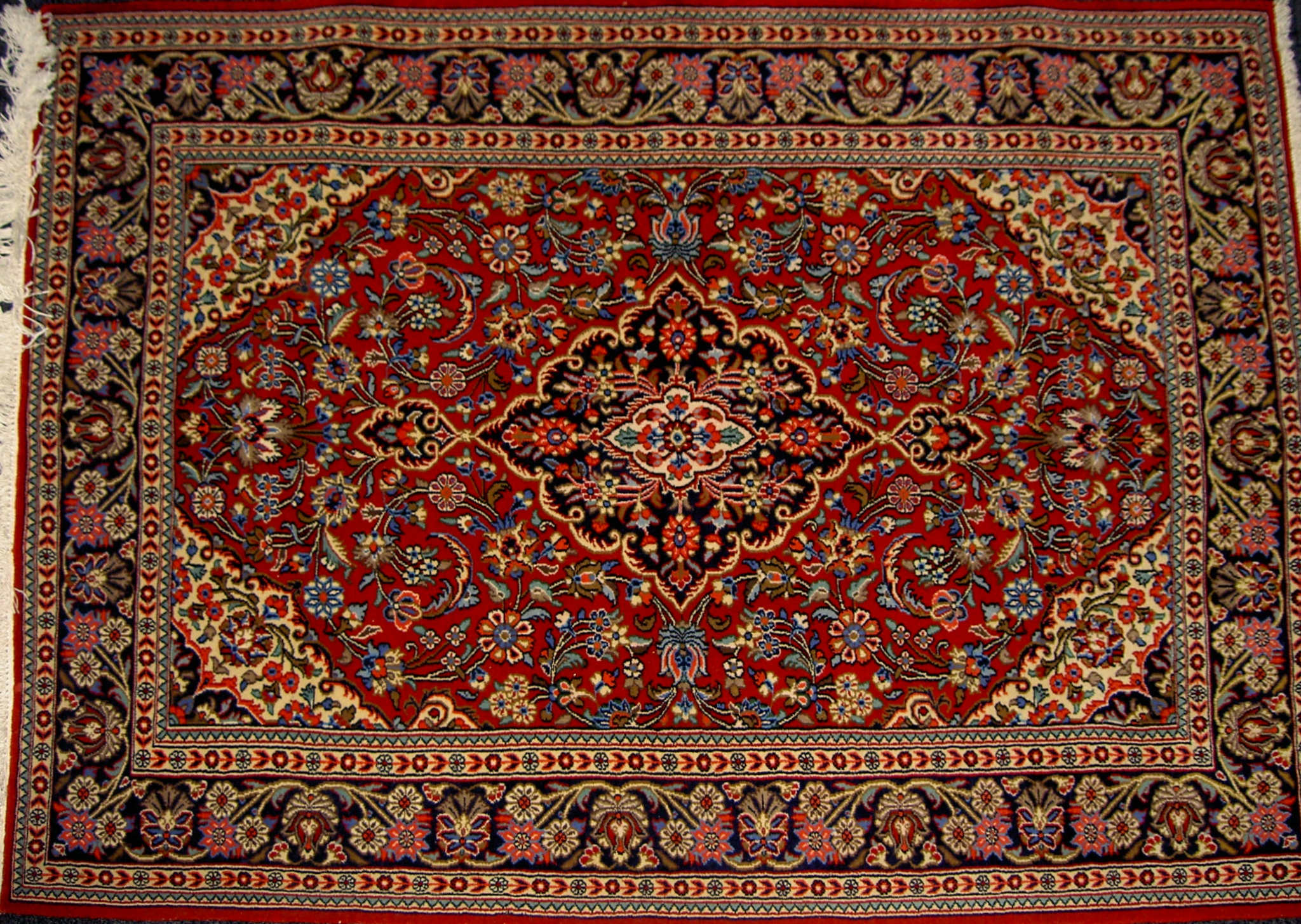
Ghomský koberec ze 40. let 20. století (vzorování „Toranj Lachak“ orientované na francouzský trh)

Ghom (zvaný také Qom, Ghome, Gom, Qum, Kum, Qom aj.) je jemný ručně vázaný koberec pocházející z íránského města Qomu.
Výroba vázaných koberců začala v Qomu (a okolí) teprve asi v roce 1920. Z původních kavkazských vzorů vyvinuli návrháři, kteří se zde soustředili z blízkého okolí, vlastní vlněné a později hlavně celohedvábné výrobky. V první polovině 20. století dal pak zvýšený zájem evropských dovozců o jemné koberce rozhodující podnět k rychlému rozvoji zdejšího řemesla.
Ghomské koberce se vážou z jehněčí vlny na bavlněné podkladové tkanině nebo jako celohedvábné v hustotě 230 000 až (údajně) 1,5 milionu uzlů na m2. Tradiční barvy jsou: červená, tmavomodrá, sloní kost a motivy: medailon, kachlík, kytice květin. Výrobky jsou většinou v menších nebo středních velikostech, často se používají jako nástěnné koberce.
Výrobky z Qomu patří k nejdražším orientálním kobercům. Mnozí odborníci tvrdí, že odtud pochází více než polovina nových vzorů íránské produkce.
Špičkoví výrobci mají většinou dlouhodobé smlouvy na exkluzivní dodávku celé produkce jednomu nebo dvěma importérům v západní Evropě.
Ghomské koberce se často imitují v jiných regionech (obzvlášť v Indii) a nabízí za výhodné ceny.